# Хэнтэйская пищуха
Хэнтэйская пищу́ха (лат. Ochotona hoffmanni) — млекопитающее из рода пищух отряда зайцеобразных. Вид встречается в только ограниченном районе на границе Монголии и России. Первоначально была описана как подвид алтайской пищухи.

## Описание
В кариотипе 38 хромосом.

## Распространение
Хэнтэйская пищуха обнаружена только на южных отрогах Хэнтэя (горы Баян-Улан) в Монголии и на хр. Эрмана в Забайкальском крае в России.